# 利根川進
利根川進（日语：／ Tonegawa Susumu ?，1939年9月5日—），日本生物學家。美國國家科學院、美國文理科學院外籍院士。現任麻省理工學院教授、霍華德·休斯醫學研究所研究員、理化學研究所（理研）腦科學綜合研究中心負責人。文化勳章表彰。
1987年，利根川教授因「發現抗體多樣性的遺傳學原理」成為首位亞洲/日本籍諾貝爾生理學或醫學獎得主，也是免疫學領域「獨得諾貝爾獎」的唯一一人。

## 早年生活與教育
1939年9月5日，利根川進誕生於日本名古屋，在家中排行第二，上有一個哥哥，下有一個弟弟與妹妹 。他的父親是鄉下紡織廠的工程師，因為工作的關係必須要在各個工廠之間輪調，利根川進的童年也就這樣子在鄉下度過。他在當時東大公立升學名校東京都立日比谷高等学校就讀期間對化學產生了興趣，並在重考一年後進入京都大學化學系。
大學時代，主授生物化學的山田廣美教授向他推薦了由法國巴斯德研究所的弗朗索瓦·雅各布（François Jacob）與賈克·莫諾（Jacques Monod）撰寫的一篇論文，文中提到的操縱子理論令利根川對分子生物學產生了濃厚興趣。1963年大學畢業後，他進入京大病毒研究所跟隨渡辺格從事分子生物學的研究。渡邊教授是當時日本少數留美歸國、且具完整相關訓練的科學家。但在利根川做了2個月的研究之後，渡邊建議他：「若想要學好分子生物學，日本的環境還不夠好，可以去美國完成學業。」。其後，利根川進入聖地牙哥加利福尼亞大學（師從Masaki Hayashi）研究噬菌體轉錄調控，1968年獲博士學位。

## 職業生涯
利根川進於1969年進入索尔克研究所的羅納托·杜爾貝科實驗室做博士後研究，專攻SV40的轉錄調控。在杜爾貝科的鼓勵下，利根川於1971年轉入瑞士巴塞爾免疫研究所（當時所長是Niels Kaj Jerne），研究領域從分子生物學轉變為免疫學，並進行了里程碑式的免疫學研究。
1981年，利根川成為麻省理工學院（MIT）的教授。1994年，他被任命為MIT學習和記憶中心的第一任主任，並領導皮考爾學習和記憶學院的發展。利根川於2006年辭去主任職，目前擔任皮考爾神經科學和生物學教授，以及霍華德·休斯醫學研究所研究員。
自2009年起，利根川也擔任理化學研究所腦科學研究所的所長。

## 研究

### 發現抗體多樣性
利根川進的諾貝爾獎工作闡明了適應性免疫系統的遺傳機制，這是免疫學100多年來的核心問題。在利根川的發現之前，學界對適應性免疫系統的早期解釋是「一個基因產生一種蛋白質」。但這無法說明，為何人體內僅有19,000多種基因卻能產生數百萬種抗體。在從1976年開始的實驗工作中，利根川表明遺傳物質可重新排列，形成數百萬種抗體。經由比較胚胎和成年小白鼠中的B細胞（一種白血細胞）的DNA後，他觀察到成年小白鼠成熟B細胞中的基因出現移動、重組和缺失，以形成抗體可變區的多樣性。1983年，利根川又發現與抗體基因複合物相關的轉錄增強子，這是第一個細胞增強子。

### 神經科學
在獲得諾貝爾獎不久後的1990年，利根川開始轉入神經科學研究。他的實驗室率先推出了哺乳動物系統中的轉基因和基因敲除技術。在他參與的早期工作中，展示了CaMKII（1992）和N-甲基-D-天門冬胺酸受體（1996）在記憶形成中的重要性。
利根川的實驗室發現，顳葉皮質中的樹突狀神經元棘突具有治療脆性X綜合症（FXS）的可能性。在使用一定劑量的FRAX586抑製劑後，他發現小白鼠模型中的FXS症狀明顯減少了。
利根川是最早將光遺傳學和生物技術導入神經科學研究領域的科學家，並做出了開創性的工作：識別和操縱記憶系統的細胞。2012年，他的實驗室藉由恐懼制約典範與光遺傳學的技術，活化小鼠海馬神經元中的一小群特定神經元，成功地在沒有外界刺激的情況下引起相關的行為反應。其因此首先確認記憶訊息被儲存在海馬中的特定細胞集合，即現在通稱的記憶印跡神經元（memory engram cells）。
最近，他的實驗室繼續使用光遺傳技術和病毒注射技術來擴大他們在能量細胞集合上的發現。值得注意的是，利根川已發現記憶印跡神經元如何形成記憶價位（memory valence），以及它們在腦疾病中的作用，如憂鬱症、失憶症和阿茲海默症。這些工作透過操縱記憶印跡神經元，提供了未來人類醫療理念的證明。

## 主要榮譽
- 1981年　第53回朝日獎[8]
- 1982年　路易莎·格羅斯·霍維茨獎（哥倫比亞大學）
- 1983年　蓋爾德納國際獎
- 1984年　文化勳章
- 1984年　西北大学 (伊利诺伊州)名譽理學博士
- 1984年　美國文理科學院外籍院士[9]
- 1986年　美國國家科學院外籍院士[10]
- 1986年　羅伯·柯霍獎
- 1987年　拉斯克基礎醫學研究獎
- 1987年　諾貝爾生理學或醫學獎
- 1990年　新潮學藝獎（日语：新潮学芸賞）
- 1995年　甘比亞人物郵票（Scott No. 1635c）[11]
- 1998年　HHMI Alumni Award（霍華德·休斯醫學研究所）[12]
- 2004年　京都大學名譽博士[13]
- 2006年　麻薩諸塞大學洛厄爾分校名譽博士
- 2006年　阿爾卡拉大學名譽博士
- 2006年　美國科學促進會會員
- 2007年　理化學研究所成員
- 2009年　香港城市大學榮譽理學博士[14]
- 2010年　David M. Bonner Lifetime Achievement Award, UCSD

## 主要論文
- List of publications by Susumu Tonegawa（页面存档备份，存于）
- Tonegawa, S. (1983). Somatic generation of antibody diversity. Nature, 302(5909), 575-581.（页面存档备份，存于）
- Gillies, S. D., Morrison, S. L., Oi, V. T., & Tonegawa, S. (1983). A tissue-specific transcription enhancer element is located in the major intron of a rearranged immunoglobulin heavy chain gene. Cell, 33(3), 717-728.（页面存档备份，存于）
- Mombaerts, P., Iacomini, J., Johnson, R. S., Herrup, K., Tonegawa, S., & Papaioannou, V. E. (1992). RAG-1-deficient mice have no mature B and T lymphocytes. Cell, 68(5), 869-877（页面存档备份，存于）.
- Silva, A. J., Stevens, C. F., Tonegawa, S., & Wang, Y. (1992). Deficient hippocampal long-term potentiation in alpha-calcium-calmodulin kinase II mutant mice. Science, 257(5067), 201-206（页面存档备份，存于）.
- Haas, W., Pereira, P., & Tonegawa, S. (1993). Gamma/delta cells. Annual review of immunology, 11(1), 637-685 （页面存档备份，存于）.
- Tsien, J. Z., Huerta, P. T., & Tonegawa, S. (1996). The essential role of hippocampal CA1 NMDA receptor–dependent synaptic plasticity in spatial memory. Cell, 87(7), 1327-1338 （页面存档备份，存于）.
- Poss, K. D., & Tonegawa, S. (1997). Reduced stress defense in heme oxygenase 1-deficient cells. Proceedings of the National Academy of Sciences, 94(20), 10925-10930（页面存档备份，存于）.
- Shen, J., Bronson, R. T., Chen, D. F., Xia, W., Selkoe, D. J., & Tonegawa, S. (1997). Skeletal and CNS defects in Presenilin-1-deficient mice. Cell, 89(4), 629-639（页面存档备份，存于）.
- Nakazawa, K., Quirk, M. C., Chitwood, R. A., Watanabe, M., Yeckel, M. F., Sun, L. D., Kato, A., Carr, C.A., Johnston, D., Wilson, M.A., & Tonegawa, S. (2002). Requirement for hippocampal CA3 NMDA receptors in associative memory recall. Science, 297(5579), 211-218（页面存档备份，存于）.
- Liu, X., Ramirez, S., Pang, P. T., Puryear, C. B., Govindarajan, A., Deisseroth, K., & Tonegawa, S. (2012). Optogenetic stimulation of a hippocampal engram activates fear memory recall. Nature, 484(7394), 381-385.
- Ramirez, S., Liu, X., Lin, P. A., Suh, J., Pignatelli, M., Redondo, R. L., Ryan, T.J., & Tonegawa, S. (2013). Creating a false memory in the hippocampus. Science, 341(6144), 387-391（页面存档备份，存于）.

## 外部連結
- （英文）Susumu Tonegawa - Biographical, The Nobel Prize in Physiology or Medicine 1987（页面存档备份，存于）
- （日語）ピカウア学習・記憶研究センター（页面存档备份，存于） 2010-10-9閲覧
- （日語）ノーベル賞100周年記念展（页面存档备份，存于）（国立科学博物館）
- （中文）1987年諾貝爾生理醫學獎得主──利根川進, 科學月刊 (1987) 216[永久]
- （中文）五位日本諾貝爾獎得主談經驗：不靠天資靠勤奮（页面存档备份，存于）